# آيت باجى (البرج)
آيت باجى هي إحدى مشيخات المملكة المغربية، تتبع جغرافيا لإقليم خنيفرة وإداريًا لالبرج. يقدر عدد سكانها بـ 130 نسمة حسب الإحصاء الرسمي للسكان والسكنى لسنة 2004.